# Monuriki
Monuriki, auch Mondriki oder Modriki genannt, ist eine Insel der Inselgruppe Mamanucas, die zu den südpazifischen Fidschi-Inseln gehört. Die kleine, unbewohnte Insel liegt westlich von Viti Levu, der größten Insel von Fidschi.

## Geographie und Klima
Die Insel mit vulkanischem Ursprung ist etwas über einen Kilometer lang und ungefähr 600 Meter breit. Die Landfläche ist ungefähr 0,4 km² groß und allseitig von einem Korallenriff umgeben. Der höchste Punkt liegt auf 178 m.
|                       | Jan  | Feb  | Mär  | Apr  | Mai  | Jun  | Jul  | Aug  | Sep  | Okt  | Nov  | Dez  |   |      |
| Mittl. Tagesmax. (°C) | 31,6 | 31,5 | 31,1 | 30,7 | 29,7 | 29,2 | 28,5 | 28,7 | 29,4 | 30,2 | 30,9 | 31,4 | ⌀ | 30,2 |
| Mittl. Tagesmin. (°C) | 22,7 | 22,9 | 22,6 | 21,7 | 20,1 | 19,3 | 18,3 | 18,4 | 19,3 | 20,4 | 21,5 | 22,1 | ⌀ | 20,8 |
|                       |      |      |      |      |      |      |      |      |      |      |      |      |   |      |
| Niederschlag (mm)     | 299  | 302  | 324  | 163  | 78   | 62   | 46   | 58   | 77   | 103  | 138  | 159  | Σ | 1809 |
|                       |      |      |      |      |      |      |      |      |      |      |      |      |   |      |
| Regentage (d)         | 18   | 19   | 19   | 12   | 7    | 6    | 5    | 5    | 7    | 9    | 11   | 13   | Σ | 131  |

| 22,7 |

| 22,9 |

| 22,6 |

| 21,7 |

| 20,1 |

| 19,3 |

| 18,3 |

| 18,4 |

| 19,3 |

| 20,4 |

| 21,5 |

| 22,1 |

| 22,7 |

| 22,9 |

| 22,6 |

| 21,7 |

| 20,1 |

| 19,3 |

| 18,3 |

| 18,4 |

| 19,3 |

| 20,4 |

| 21,5 |

| 22,1 |

## Geschichte
Nach der Meuterei auf der Bounty am 28. April 1789 fuhr William Bligh mit der offenen Barkasse durch das Gebiet der nördlichen Fidschi-Inseln. Überhaupt entdeckte er auf der Fahrt nach Kupang als erster Europäer mehrere Inseln der Fidschigruppe, weshalb das Meeresgebiet nördlich der Fidschi-Insel Viti Levu, das dabei durchquert wurde und in dem Monuriki liegt, den Namen „Bligh Water“ erhielt. 
Monuriki wurde unter anderem durch den Kinofilm Cast Away – Verschollen, mit Tom Hanks in der Hauptrolle, bekannt. Der Drehort wurde nach Erscheinen des Filmes eine Touristenattraktion.

## Flora und Fauna

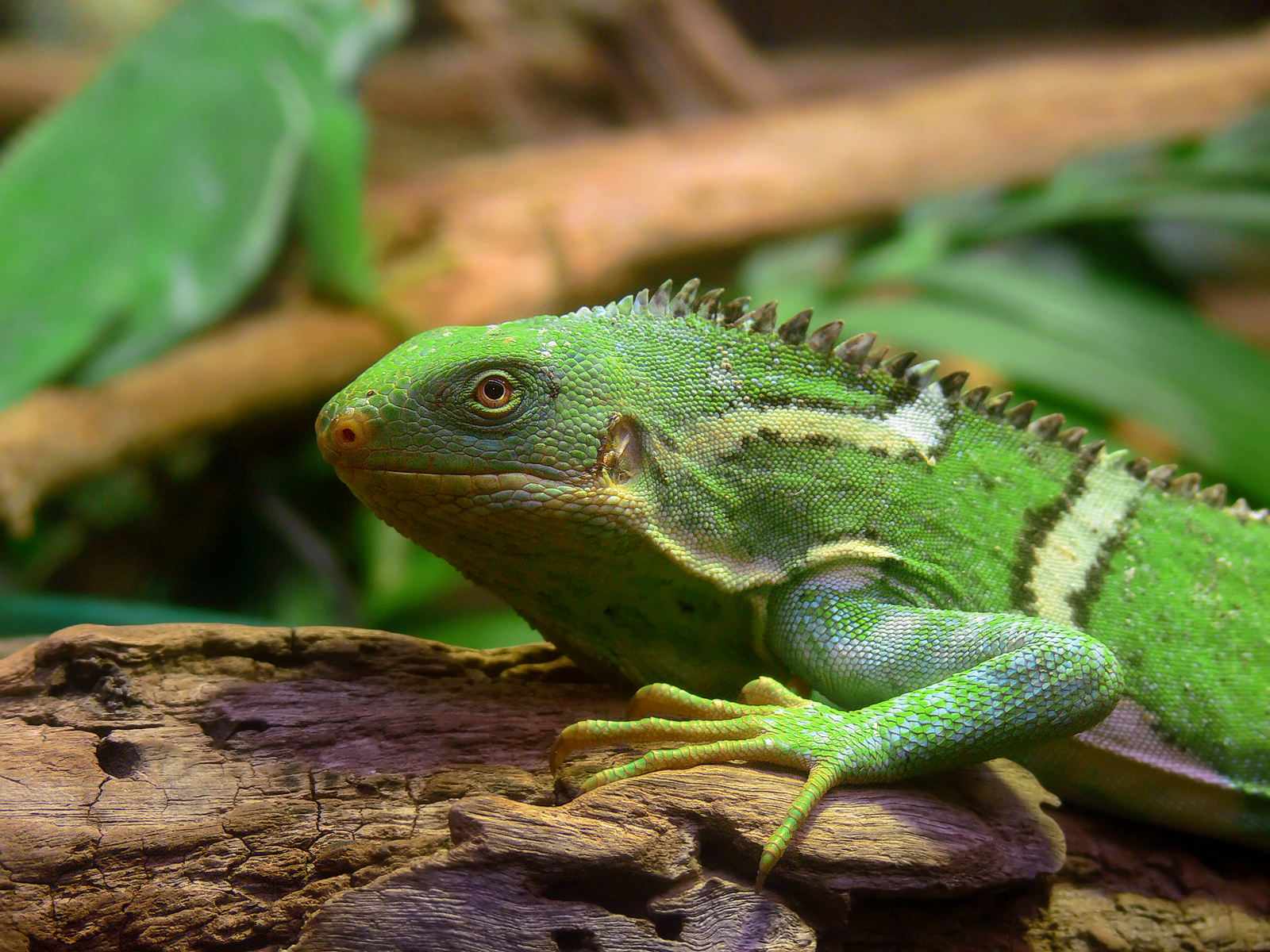
Fidschi-Kammleguan

Die Insel Monuriki ist eine von ganz wenigen, auf denen die gefährdeten Fidschi-Kammleguane (Brachylophus vitiensis) leben. Diese Leguane ernähren sich von einer breiten Palette an Pflanzen und Insekten. Sie verbringen die meiste Zeit gut getarnt in den Zweigen der Bäume. Die grünen Echsen mit weißen „Zebrastreifen“, gelben Nasenlöchern und einem Rückenkamm aus Hornspitzen können bis zu einen Meter lang werden. Allerdings sind sie akut vom Aussterben bedroht und kommen nur noch in wenigen Tausend Exemplaren auf einzelnen westlichen Nebeninseln von Fidschi wie Yadua Taba, Macuata und Monuriki vor.
Die höhere Vegetation besteht überwiegend aus Schraubenbäumen (Pandanus) und Kokospalmen (Cocos nucifera).
Die niedere Vegetation wurde in der Vergangenheit von etwa 50 Ziegen bis auf den Felsen abgefressen, wodurch die Nahrungsgrundlage der Leguane zerstört wurde. Versuche während der Dreharbeiten zu Cast Away, durch finanzielle Anreize die Insel von Ziegen zu befreien, scheiterten. Mit einer neuen Umweltschutzinitiative, die auch eine künstliche Aufzucht beinhaltet, sollen die Leguane gerettet werden.